# HD187039
HD187039 — хімічно пекулярна зоря спектрального класу A, що має видиму зоряну величину в смузі V приблизно  9,1.
Вона  розташована на відстані близько 2651,7 світлових років від Сонця.